# Rottbitze
Rottbitze (zumeist die Rottbitze) ist ein Ortsteil von Aegidienberg, einem Stadtbezirk von Bad Honnef im nordrhein-westfälischen Rhein-Sieg-Kreis.

## Geographie
Rottbitze liegt am südwestlichen Rand der Gemarkung Aegidienberg und erstreckt sich südöstlich des Himbergs auf einer Länge von 1,5 Kilometern in West-Ost-Richtung auf der Wasserscheide zwischen Sieg und Wied. Die Ortschaft umfasst als höchstgelegener Ortsteil Aegidienbergs und der Stadt Bad Honnef Höhenlagen zwischen 305 und 325 m ü. NHN, wobei sie nach Norden, Süden und Südwesten abfällt. Nach Osten wird Rottbitze von einem Gewerbegebiet abgeschlossen und durch die Bundesautobahn 3 mit der Anschlussstelle Bad Honnef/Linz begrenzt, die vom Rottbitzetunnel der Schnellfahrstrecke Köln–Rhein/Main unterquert wird. Naturräumlich lässt sich der westliche Teil von Rottbitze unterhalb des Himbergs dem Rheinwesterwälder Vulkanrücken zuordnen, der östliche Teil bis zur Bundesautobahn der Asbacher Hochfläche.
Im Nordosten besteht ein fließender Übergang in den Ortsteil Höhe, nordwestlich des Ortsausgangs beginnt in rund 150 m Entfernung der unterhalb gelegene Ortsteil Himberg. Durch Rottbitze verläuft die Landesstraße 247 (Rottbitze–A 3–Landesgrenze Richtung Stockhausen), nach Aegidienberg hinab führt die an der Landesgrenze Richtung Kretzhaus beginnende Landesstraße 143. Südlich grenzt das Waldgebiet Vogelsbitze an, auf dessen rheinland-pfälzischer Seite das 500 m entfernte Rederscheid (Gemeinde Windhagen) liegt. In einem Siefen nördlich von Rottbitze entspringt mit dem Kochenbach ein Zufluss des Quirrenbachs.

## Geschichte
In Erscheinung trat Rottbitze 1727 in einer Taufurkunde, in der eine Els von der rod bitzen erwähnt wird. Es kann als der entwicklungsmäßig jüngste der 13 Ortsteile von Aegidienberg gelten. Sowohl der Orts- bzw. Flurnamensbestandteil Rott als auch die Endung -bitze sind Rodungsnamen, beschreiben also durch Rodung entstandenes Ackerland. Im Bereich dieses Flurstücks befand sich mit dem nach ihm benannten Rothpütz eine kleine Anhöhe, die aus Säulenbasalt bestand. Sie war bereits 1789 durch einen Steinbruch, die sogenannte Mirgelskaul (Mirgel=Lehm, Kalkstein, Ton; kaul=Grube, Steinbruch), weitgehend abgetragen worden.
Rottbitze zählte zur Honschaft Höhe, einer von acht Honschaften, aus denen sich das Kirchspiel Aegidienberg spätestens seit Mitte des 18. Jahrhunderts bis zur Auflösung des Herzogtums Berg im Jahre 1806 zusammensetzte. Bei der Anfang des 19. Jahrhunderts durchgeführten Topographischen Aufnahme der Rheinlande wurde der Ort Rothpitze genannt, die weitgehend abgetragene Bergkuppe Rothpitzer Kopf. 1803 waren auf der Rotbitzen drei Wohnhäuser verzeichnet, eines davon Auf dem Schuss. Bei der Volkszählung 1843 umfasste der Wohnplatz unter dem Namen Rottbitz drei Wohnhäuser mit zwölf Einwohnern, Schuß war mit einem Wohnhaus und vier Einwohnern getrennt ausgewiesen. Spätestens ab 1871 gehörte gemäß Volkszählungen zum Ortsteil Rottbitze mit nunmehr 15 Gebäuden ein vormals zu Höhe gerechnetes Gebiet, was zu einem deutlichen Anstieg der ausgewiesenen Einwohnerzahl von Rottbitze führte.
Die Entwicklung der Rottbitze zur Ortschaft in der zweiten Hälfte des 19. Jahrhunderts ist wesentlich auf ihre Lage an der Kreuzung der preußischen Provinzialstraßen zwischen Honnef und Asbach sowie Linz und Asbach zurückzuführen, die nacheinander 1859 und 1862 in Betrieb gingen. Auf diesen Wegeverbindungen wurde ein Postreiseverkehr aufgenommen, für den in Rottbitze am Gasthaus Limbach eine Haltestelle bestand. Am 1. Juli 1862 ging die Poststrecke Linz–Rottbitze in Betrieb, die am 1. Februar 1863 bis nach Asbach verlängert (und 1875 wieder eingestellt) wurde. Die bereits zuvor aufgenommene Personenpost zwischen Asbach und Königswinter, ab 1870 Asbach–Honnef, hielt zu diesem Zeitpunkt ebenfalls in Rottbitze.
1879 wurde eine Schmalspurbahn von den Basaltsteinbrüchen am Dachsberg und Himberg nach Rottbitze fertiggestellt, wo eine Verladestation für den Weitertransport über die Schmelztalstraße nach Honnef bestand. 1895 wurde die 3,25 km lange Bahnlinie bis zum Servatiushof sowie von dort aus durch das Schmelztal als Pferdebahn bis kurz vor Honnef verlängert. 1905 ersetzte man diese Strecke durch eine von der Gewerkschaft Honnef neuerbaute Anschlussbahn vom Bahnhof der Bröltalbahn in Rostingen über Gratzfeld, Wülscheid, Orscheid nach Rottbitze. Diese wurde 1914 von der Basalt AG in Linz am Rhein, im Juni 1921 von der Bröltaler Eisenbahn AG (im selben Monat in Rhein-Sieg-Eisenbahn umbenannt) übernommen.
Noch Anfang des 20. Jahrhunderts konzentrierte sich die Bebauung der Rottbitze auf die Kreuzung der heutigen Landesstraßen 143 und 247. An der Rottbitzer Südseite des Himbergs wurde in den 1930er-Jahren ein Übungslager („Peter-Staffel-Lager“) des nationalsozialistischen Reichsarbeitsdienstes errichtet, das aus Baracken mit angeschlossenem Sportplatz bestand und auch ein monumentales Denkmal umfasste. Während des Zweiten Weltkriegs diente es als Wehrertüchtigungslager der Hitlerjugend. Gegen Kriegsende gehörte Rottbitze im März/April 1945 zu den besonders intensiv umkämpften Orten und soll drei Mal den Besitzer gewechselt haben. Nach Kriegsende wurden die Baracken des Wehrertüchtigungslagers abgerissen, der Sportplatz blieb als Spielstätte Aegidienberger Fußballvereine erhalten und wurde später um- und ausgebaut.
In der Nachkriegszeit konnte der Ortsteil ein rasantes Wachstum verzeichnen, im Süden („Waldviertel“) und Nordosten entstanden Neubaugebiete. Bedingt durch die in den 1930er-Jahren eröffnete Bundesautobahn 3 mit der unmittelbar an Rottbitze angrenzenden Anschlussstelle siedelten sich zahlreiche Industrie- und Gewerbebetriebe, außerdem ein Campingplatz an. Der Sportplatz am Himberg, nunmehr als Hauptplatz von Aegidienberg dienend, wurde Anfang der 1980er-Jahre neugebaut. Von 1998 (Vermarktungsstart) bis 2002 kam zu dem vorhandenen Gewerbegebiet Heideweg aus Mitteln des Bonn-Berlin-Ausgleichs südlich das neue Gewerbegebiet Vogelsbitze/Zilzkreuz hinzu. Bis 2005 wurde in Rottbitze ein neues Versorgungszentrum geschaffen, das unter anderem einen Baumarkt, mehrere Discounter und Tankstellen sowie eine Bankfiliale umfasst. Von Dezember 2015 bis Mai 2016 wurde auf dem Gelände eines Wochenendhausgebiets („Feriencenter“) in Rottbitze eine Flüchtlingsunterkunft in Form von 36 Mobilheimen für 288 Menschen eingerichtet und im August 2016 bezogen. Zudem war die Errichtung eines vom Land Nordrhein-Westfalen geförderten „Begegnungshauses“ für die Öffentlichkeit im Umfeld der Flüchtlingsunterkunft geplant. Das Wochenendhausgebiet wurde im Oktober 2016 von der Stadt ersteigert, die es bis Ende 2017 schließen und als Bauland in ein reguläres Wohngebiet umwandeln wollte.
Einwohnerentwicklung
| Jahr | Einwohner |
| ---- | --------- |
| 1843 | 12        |
| 1871 | 82        |
| 1885 | 97        |
| 1905 | 114       |
| 1963 | 340       |

## Wappen

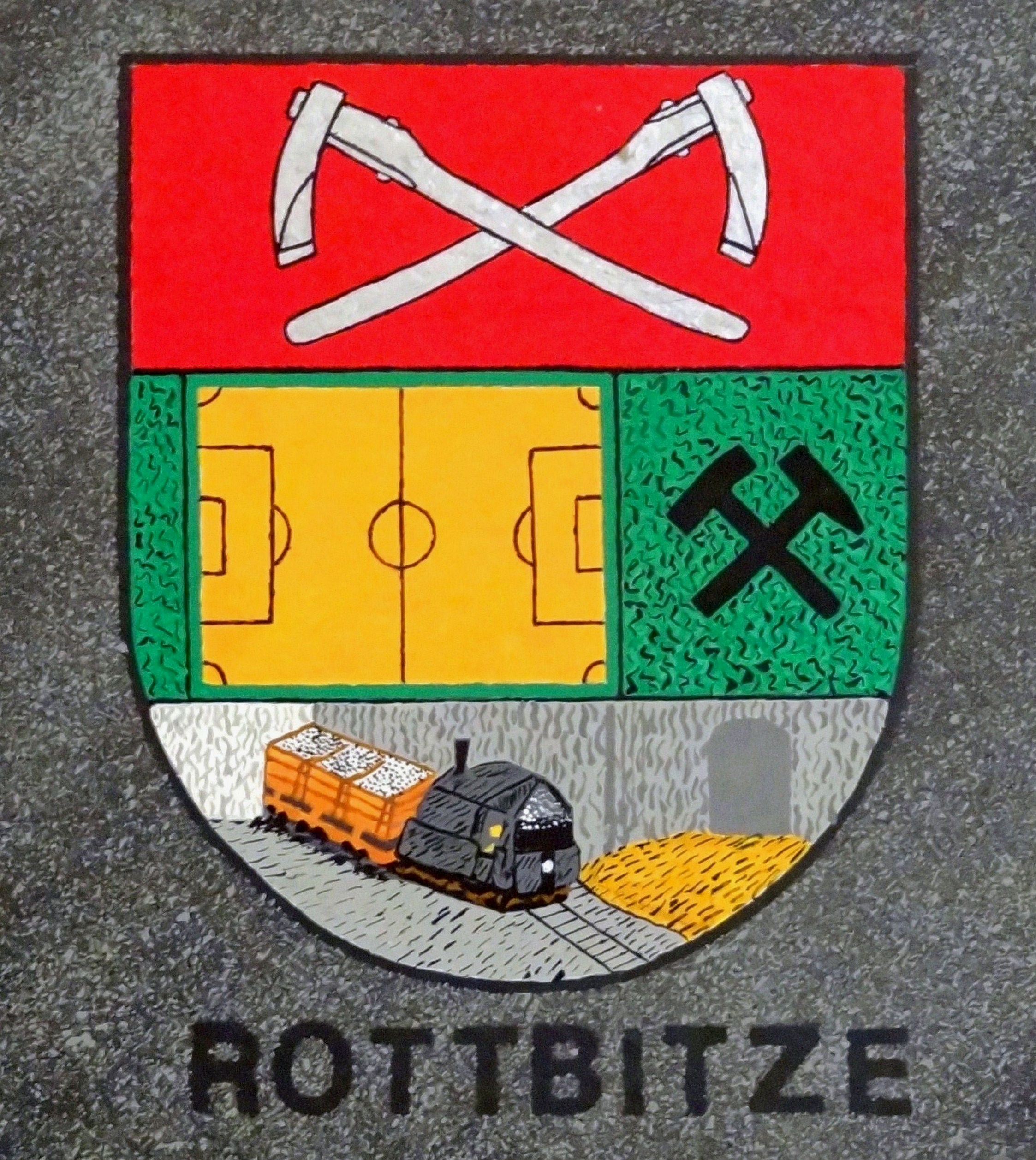
Schiefertafel als Ortswappen

2009 wurde durch den Künstler Richard Lenzgen eine Schiefertafel als Ortswappen von Rottbitze geschaffen. In dem dreigeteilten Wappen sind oben auf rotem Grund zwei gekreuzte Rodehacken in Silber als Hinweis auf die Entstehung des Ortes dargestellt. Der für das Übungslager des nationalsozialistischen Reichsarbeitsdienstes planierte und danach als Aegidienberger Sportanlage weitergenutzte Fußballplatz ist abgebildet in Nachbarschaft zu Schlägel und Eisen als Bergmanns-Werkzeuge für das unterhalb Rottbitze beginnende Grubenfeld Prompt. Den unteren Abschluss des Wappens bildet eine Darstellung der ehemals zwischen den Basaltsteinbrüchen am Himberg und am Dachsberg verkehrenden, später an das Netz der Bröltalbahn angeschlossenen Schmalspurbahn.